# El Tarra
El Tarra là một khu tự quản thuộc tỉnh Norte de Santander, Colombia. Thủ phủ của khu tự quản El Tarra đóng tại El Tarra Khu tự quản El Tarra có diện tích 687 ki lô mét vuông. Đến thời điểm ngày 28 tháng 5 năm 2005, khu tự quản El Tarra có dân số 11547 người.